# Anthony Minghella
Anthony Minghella (Ryde, Isla de Wight; 6 de enero de 1954 - Londres, Inglaterra; 18 de marzo de 2008) fue un director de cine y guionista británico. Nacido en la Isla de Wight, de padre italiano y madre escocesa, se graduó en la Universidad de Hull.

## Biografía
En los años 1980 trabajó para la televisión en series británicas tanto para la BBC como para la ITV.
Fue en 1990 cuando empezó a trabajar en el mundo del cine. Ese año filmó la película Truly Madly Deeply que fue su primer gran éxito de taquilla. Este fue el primer trabajo de Minghella como director, y le dio la oportunidad de aprender para posteriores proyectos más ambiciosos.
Ganó el Premio Óscar al mejor director por su trabajo en la película El paciente inglés, la cual supuso su consagración, al ganar nueve estatuillas de la Academia y un enorme éxito de taquilla. 
Minghella estaba casado con la coreógrafa Carolyn Choa y tenía un hijo y una hija, Max y Hanna. Max, nacido en 1985, es actor y uno de los protagonistas de la película de Alejandro Amenábar, Ágora, donde da vida a Davo. Hanna fue ayudante de producción de su padre en The Talented Mr. Ripley.
Fue el presidente del British Film Institute hasta su fallecimiento.
Falleció a primeras horas del martes 18 de marzo de 2008 por una serie de complicaciones médicas surgidas tras su paso por el quirófano, durante el tratamiento de un cáncer de amígdalas y cuello.
Su hermano, Dominic Minghella, es también un conocido guionista.

## Filmografía seleccionada
- Inspector Morse (1987-90, TV, guionista)
- The Storyteller (1987, TV, guionista)
- Living with Dinosaurs (1989, TV, guionista)
- Truly, Madly, Deeply (1990)
- Mr Wonderful (1993)
- El paciente inglés (1996)
- The Talented Mr. Ripley (1999)
- Cold Mountain (2003)
- Breaking and Entering (2006)
- The No.1 Ladies Detective Agency (TV, 2008)
- Michael Clayton (2008, productor ejecutivo)

## Premios y distinciones
Premios Óscar
| Año  | Categoría            | Película                 | Resultado |
| ---- | -------------------- | ------------------------ | --------- |
| 1997 | Mejor dirección      | El paciente inglés       | Ganador   |
| 1997 | Mejor guion adaptado | El paciente inglés       | Nominado  |
| 2000 | Mejor guion adaptado | El talento de Mr. Ripley | Candidato |
| 2009 | Mejor película       | The Reader               | Candidato |

BAFTA
| Año  | Categoría            | Película             | Resultado |
| ---- | -------------------- | -------------------- | --------- |
| 2008 | Mejor película       | The Reader           | Candidato |
| 2003 | Mejor director       | Cold Mountain        | Candidato |
| 2003 | Mejor guion adaptado | Cold Mountain        | Candidato |
| 1997 | Mejor película       | El paciente inglés   | Ganador   |
| 1997 | Mejor director       | El paciente inglés   | Candidato |
| 1997 | Mejor guion adaptado | El paciente inglés   | Ganador   |
| 1992 | Mejor guion original | Truly, Madly, Deeply | Ganador   |

- 2003 Premios "National Board of Review" - Mejor guion adaptado por Cold Mountain (2003)
- 1999 Premios "National Board of Review" - Mejor director por El talento de Mr. Ripley (1999)
- 1997 Premio de la "Broadcast Film Critics Association" - Mejor director y mejor guion por El paciente inglés (1996)
- 1997 Premio de la "Directors Guild of America" a la mejor dirección por El paciente inglés (1996)